# نوع void
نوع Void، به‌طور معمول در چندین زبان برنامه‌نویسی مشتق شده از زبان سی  برای بازگشت نتیجه تابع استفاده می‌شود، اما نتیجه بازگشتی قابل دیدن نیست. معمولاً توابع به خاطر اثر جانبی فراخوانی می‌شوند که فرمانی را انجام می‌دهند یا با توجه به پارامترهایی که دریافت می‌کنند یک خروجی ایجاد می‌کنند. Void در چند زمینه دیگر از جمله تعریف رویه‌ها در ویژوال بیسیک و پاسکال کاربرد دارد. همچنین Void مشابه نوع Unit در زبان‌های برنامه‌نویسی تابعی و نظریه نوع‌ها است.
زبان سی و سی پلاس‌پلاس از Void برای استفاده در اشاره‌گرها (به شکل void *) پشتیبانی می‌کنند.

## در سی و سی پلاس‌پلاس
یک تابع با مقدار بازگشتی نهایی از نوع وید(void) با به رسیدن به انتهای تابع یا اجرای دستور رتورن(return) به پایان می‌رسد. ممکن است وید تنها به عنوان یک آرگومان در نمونه اولیه تابع برای نشان دادن اینکه تابع هیچ پارامتری نمی‌گیرد استفاده شود.
در اولین نسخه‌های سی، توابعی که بدون مقدار بازگشتی پیشفرض از نوع اینت(int) در نظر گرفته می‌شدند.
با توجه به جدول زیر وید و نگرفتن آرگومان یک تابع دارای تفاوت هستند:
| سی                                                       | معادل سی پلاس‌پلاس              |
| -------------------------------------------------------- | ------------------------------ |
| void f(void);                                            | void f(); (ارجح) void f(void); |
| void f(); (گرفتن مقدار ثابت اما تعداد آرگومان‌های نامشخص) | بدون معادل                     |

سی با توجه به مثال void f() آرگومانی را نمی‌گیرد، هرچند که این موضوع در استاندارد C99 منسوخ شده‌است.